# الکساندر باخ
الکساندر باخ (انگلیسی: Alexander Buch؛ زادهٔ ۱۲ مهٔ ۱۹۸۸) بازیکن فوتبال اهل آلمان است.
از باشگاه‌هایی که در آن بازی کرده‌است می‌توان به باشگاه فوتبال یان رگنسبورگ و باشگاه فوتبال اینگولشتات ۰۴ اشاره کرد.